# Бырдин, Семён Николаевич
Бырдин Семён Николаевич (около 1760—после 1798) — офицер Российского императорского флота, участник русско-турецкой войны (1787—1791) годов, осады крепости Очаков и сражении при Калиакрии. Георгиевский кавалер, капитан 2 ранга.

## Биография
Бырдин Семён Николаевич родился около 1760 года. Происходил из дворянского рода Бырдиных Чухломского уезда Галицкой провинции (с 1778 года — Костромского наместничества). В 1778 году вместе с братом Иваном произведён в гардемарины, 5 мая 1781 года — в мичманы. Службу проходил на Чёрном море. 1 января 1784 года произведён в лейтенанты, находился в Севастополе. В 1785 году зачислен в черноморский штат.
Принимал участие в операции по осаде крепости Очаков в Днепро-Бугском лимане в ходе русско-турецкой войны 1787—1791 годов. В 1787 году находился в составе гребной флотилии Севастопольской эскадры контр-адмирала Н. С. Мордвинова. Командуя галерами вёл наблюдение за турецким флотом около Кинбурна. После окончания боевых действий Бырдин был направлен в Константинополь.
В мае 1788 года, вернувшись из Константинополя лейтенант Бырдин, согласно ордеру князя Г. А. Потемкина контр-адмиралу Мордвинову, был назначен в Севастопольскую эскадру. Произведён в капитан-лейтенанты. 2 ноября того же года командуя вместе с майором Марковым отрядом из 14 канонерских лодок, совершил в Днепровском лимане удачное бомбометание брандскугелями строений турецкой береговой батареи на острове Березань под Очаковым. 31 декабря 1788 года Бырдин за отличие был награждён орденом Святого Георгия 4 класса № 589 (273).
В августе 1790 года по приказу командующего Черноморским флотом контр-адмирала Ф. Ф. Ушакова капитан-лейтенант Бырдин принял пленённый турецкий 66-пушечный линейный корабль «Мелеки-Бахри» (переименован в «Иоанн Предтеча») во время сражения у мыса Тендра, для проведения на нём ремонта корпуса, парусов и такелажа. 1 сентября 1790 года, после завершения ремонта корабля «Иоанн Предтеча», конвоировал его в Лиман, будучи назначенным командиром фрегата «Федот Мученик», где ему поручили раздать, выделенные князем Г. А. Потемкиным деньги, пленным турецкого корабля «Капудания», сгоревшего в сражении у мыса Тендра.

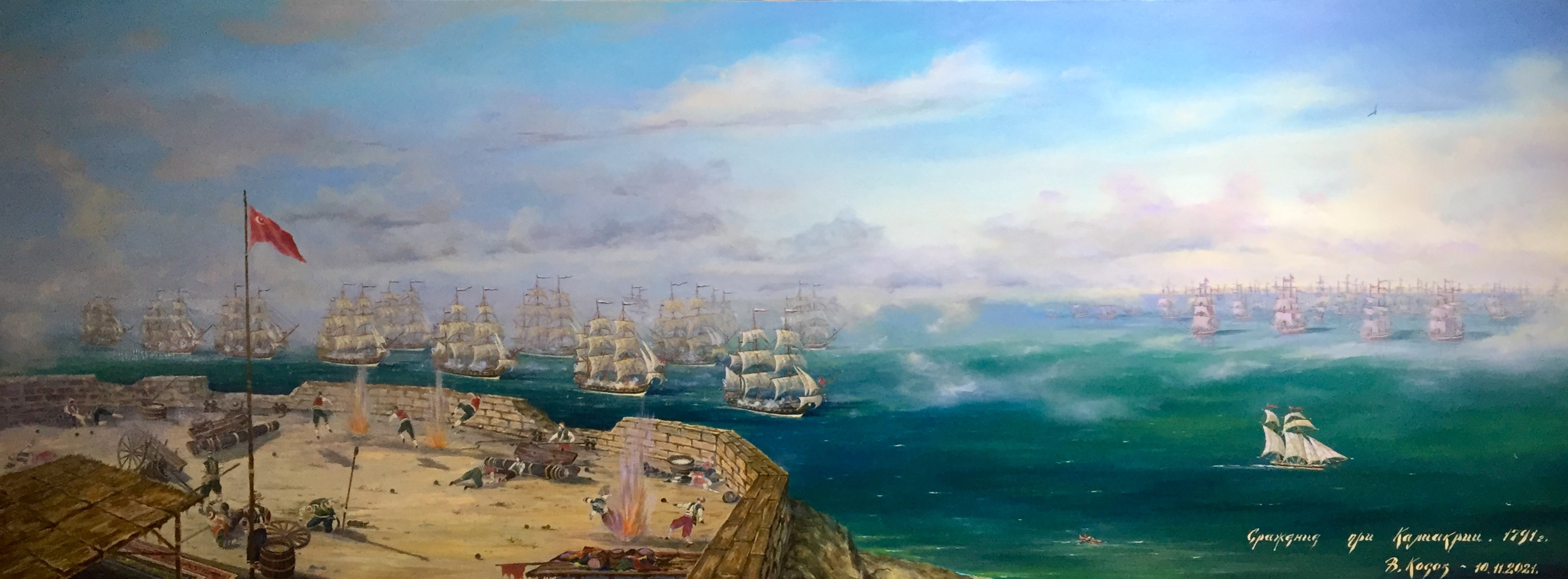
Владимир Косов. Сражение при Калиакрии. Ф. Ф. Ушаков 1791 г.

Капитан — лейтенант С. Бырдин по нерасторопности, в узкости фарватера между Очаковым и Кинбурном, посадил фрегат «Федот Мученик» на мель, что влекло к суду и суровому наказанию. Ф. Ф. Ушаков обратился с письмом к доверенному лицу князя Потемкина генерал-майору В. С. Попову с ходатайством о прощении офицера: «Сделай милость, батюшка Василий Степанович, испросить для меня ему милость его светлости и прощение в его проступке, без которой, находясь он ныне под судом, конечно, останется несчастлив он под командою хороший офицер и мне здесь надобен, ибо по малости офицеров место его на корабле „Александре“ заступить некому» .
31 июля 1791 года командуя 8-пушечным кораблём «Александра» участвовал в сражении при Калиакрии — последнем морском сражении русско-турецкой войны 1787—1791 годов между флотами России и Османской империи. Был награждён орденом Святого Владимира 4-й степени.
В 1793—1797 годах капитан-лейтенант С. Н. Бырдин состоял в должности советника интендантской экспедиции Черноморского адмиралтейского правления. 1 января 1796 года произведён в капитаны 2 ранга. 19 февраля 1798 года уволен от службы.